# Social network poisoning
Il social network poisoning è l'effetto prodotto dall'applicazione di metodi volti a rendere inaffidabili le conoscenze relative ad un profilo e alle relazioni ad esso afferenti. L'applicazione su larga scala di attacchi di questo genere potrebbe portare al crollo delle piattaforme di rete sociale inficiandone la valenza ai fini commerciali, oltre che l'utilità in termini di conoscenza e correlazione sui dati forniti dagli utenti, con un sensibile impatto sul relativo valore economico.

## Introduzione
Le "poisoning action" sono condotte con l'obiettivo di inquinare i contenuti presenti all'interno delle reti sociali tipicamente introducendo profili artefatti e relazioni inesistenti tra questi ultimi e quelli reali rendendo di fatto inaffidabili le informazioni. Il risultato conseguente è la rottura della catena di fiducia sulla quale si fondano tutte le reti sociali; allo scopo di non consentire a motori di ricerca appositamente sviluppati di recuperare informazioni di ogni genere relative ad un particolare profilo.

## Tassonomia
Partendo dall'assunto che in Internet ed in particolare all'interno dei Social Network manca una gestione coerente e sicura dell'Identità digitale, è possibile introdurre i principali strumenti di poisoning attualmente praticabili ed ipotizzarne di nuovi in uno scenario futuro: 
Strumenti attuali
- Sostituzione d'identità, ovvero la possibilità di impersonare un altro utente per gli scopi più vari dall'intelligence all'ingegneria sociale[5].
- Simulazione d'identità,[6] la creazione di un falso profilo, che non corrisponde ad alcuna persona esistente, per fini malevoli o semplicemente per mantenere l'anonimato.
- Profile fuzzing, l'introduzione volontaria di elementi falsi e/o non congrui nel proprio profilo per ingannare i sistemi di intelligence, impedire attività di OSINT[7] o per altre forme di vantaggio personale.
- Social graph fuzzing, l'associazione intenzionale a gruppi e persone che non hanno a che fare con i propri interessi e relazioni con l'intento di introdurre "rumore" nel proprio grafo sociale.

Strumenti futuri: 
- personae / social bots[8], creazione di un numero considerevole di profili falsi (e.g. milioni di falsi profili) gestiti da macchine, capaci di interagire tra loro e con utenti reali in modalità verosimile, modificando così il "sentiment" e la "conversation" su larga scala oltre ad alterare tutti i social graph e ad impedire correlations sensate sui dati.
- black curation, l'utilizzo di utenze reali "bucate" o fittizie per intervenire su argomenti dei quali si vuole modificare il senso, o per crearne di nuovi ad-hoc, in analogia al black SEO (search engine optimization)[9] già in uso sui motori di ricerca.